# Annunciazione (Veronese Uffizi)
L'Annunciazione è un dipinto a olio su tela (143x291 cm) di Paolo Veronese, databile al 1570-1575 circa e conservato negli Uffizi di Firenze.

## Storia
L'opera fu venduta a Leopoldo de' Medici da Paolo del Sera, agente e intermediario per il cardinale a Venezia: fu acquistata nel 1654, assieme al Martirio di santa Giustina, e portata a Firenze.
L'attribuzione non è univocamente accettata: Morelli per primo la respinse (facendo invece il nome di Giovanni Battista Zelotti), seguito da Adolfo Venturi e dall'Arslan, che pure in un primo momento aveva ipotizzato una collaborazione tra i due artisti. Fiocco e Pallucchini invece la riferirono a Veronese, ma se il primo la credeva opera giovanile, il secondo la accostò all'Incoronazione di san Sebastiano del 1555, ipotesi poi accolta dalla maggior parte della critica.

## Descrizione e stile
La scena si svolge in un'architettura palladiana, con una fuga di colonne al centro verso il punto di fuga di un arco che inquadra un giardino (l'hortus conclusus). Particolarmente monumentale appare il contrasto tra gli elementi verticali dell'architettura e il formato orizzontale del dipinto, che creano una scansione particolarmente solenne e d'effetto, anche grazie al senso di profondità accentuato dalla successione dei piani di luci e ombre. Idealmente il dipinto si divide in tre parti, la prima dove si trova l'angelo, la seconda dell'architettura, e la terza dove Maria si volta dalla lettura sull'inginocchiatoio in maniera teatrale, incrociando le braccia al petto in segno di umiltà. Il raccordo tra le tre parti è affidato a una nube luminosa di cherubini, al centro della quale fa la sua comparsa la colomba dello Spirito Santo in discesa.
L'angelo ha le vesti rigonfie dal volo appena terminato, capaci di creare aleganti riflessi cangianti nella stoffa, ed è in bilico in una posa asimmetrica, svolta in profondità, mentre solleva il dito destro per indicare il cielo, mentre col braccio sinistro tiene al petto il giglio candido.